# Hebeclinium
Hebeclinium é um género botânico pertencente à família Asteraceae.

## Espécies
- Hebeclinium atrorubens
- Hebeclinium macrophyllum

Fonte: